# Izabella Skrońska
Izabella Anna Skrońska z domu Arens, ps. „Jadwiga” (ur. 26 lipca 1923, zm. 22 maja 2012) – działaczka podziemia niepodległościowego w czasie II wojny światowej, żołnierz Armii Krajowej, uczestniczka powstania warszawskiego.

## Życiorys
Była córką Tadeusza Arensa i Florentyny z domu Ciborskiej.
W czasie okupacji niemieckiej należała do grupy „Narocz” Bojowej Organizacji „Wschód”. Po wybuchu powstania warszawskiego była sanitariuszką i łączniczką Armii Krajowej. W dniach 1–5 sierpnia 1944 walczyła w batalionie „Parasol”, w 1. kompanii, V plutonie „Narocz”. Następnie była łączniczką przy Kwaterze Głównej Komendy Okręgu Warszawskiego AK. Przeszła szlak bojowy na Woli i w Śródmieściu.
Jej brat Andrzej Arens był żołnierzem kompanii ochrony Sztabu Obszaru Warszawskiego AK „Koszta”. Poległ 1 sierpnia 1944 roku, w pierwszych godzinach powstania, na Placu Bankowym.
Izabella Skrońska zmarła 22 maja 2012. Została pochowana 4 czerwca 2012 na Cmentarzu Wojskowym na Powązkach, w Panteonie Żołnierzy Polski Walczącej (kwatera D18 kolumb. lewe A-12-2).

## Odznaczenia
- Order Odrodzenia Polski[1][2]
- Warszawski Krzyż Powstańczy[1][2]